# Giovan Ramos
Giovan Ramos, acreditado como Giovanni D'Angelo, (Barcelona, 2 de diciembre de 1970) es un actor  español, quien inició su carrera en España y México. Radica en Los Ángeles  dedicado al medio artístico y a la producción. Famoso por participar en reconocidas telenovelas y series tanto en México como en Estados Unidos.

Debido a su éxito como modelo en la prensa, televisión, pasarelas de la moda en España, Holanda, Italia, Miami y México y sus muchas apariciones personales, su transición a las telenovelas era inminente.
Participó en su primera novela "Lazos de amor", protagonizada por Lucero en 1995 como el interés amoroso de Lucero. Ha trabajado en 5 países España, Estados Unidos, Venezuela, Colombia y México en más de 14 telenovelas y más de 50 películas. Giovan Ramos ha participado en muchas telenovelas en Televisa México, Telemundo Miami, Colombia, Venezuela, series y películas en España y México, así como teatro.

## Formación
- Taller de profesores Sergio Jiménez y Adriana Barraza Televisa México.

- Taller de televisión de la profesora Patricia Reyes Spíndola.

- Egresado del Centro de Capacitación de Televisa. México

- La casa del Teatro. Profesor José Caballero. México

- Arte Dramático y Dirección de Actores. Jaime Rubiales. San Antonio de los Baños Cuba.

- Real Escuela Superior de Arte Dramático. Profesor Pere Arnau. Barcelona. España.

- Col·legi de Teatro de Barcelona. España

## Cine
- 2020 “ Despedida de Soltera ” Director: Iván Cuevas. México.

- 2016 “ TAXI ” Director: Enrique Murillo. Productor Adolfo Martínez Solares. México.

- 2015 “ CULPAS ENTRELAZADAS”  Fernando. Director: Alejandro Mateos. Coproducción Rumanía - España.

- 2014 “ EL AEROLITO” Personaje: comandante Gutiérrez. Productor: Adolfo Martinez Solares. México

- 2014 “ El Taxista” Personaje: Teniente Ramirez. Director: Paco Martinez. Productor: Adolfo Martinez Solares.

- 2014” LA CONFUSION” Personaje: Rafael. Director: Adolfo Martínez Solares. Productor: Adolfo Martínez Solares

- 2013 “ LA ESCORT”  Personaje: Gonzalo Lavin. Director: Cristian González. Productor: Adolfo Martínez Solares

- 2013 "EL COBRADOR"  Personaje. Comandante Gilberto. Director. Oscar González. México.

- 2013 " JAZIVE " Protagonista. Personaje. Andrés. Director. Emilio Ramón Vidal. Productor. Adolfo Martínez Solares. México.

- 2012 "LA MAFIA MUERE" Personaje. Gerardo. Director.  Enrique Murillo. Productor . Adolfo Martínez Solares. México.

- 2012 "HEROES DEL PELIGRO" Protagonista. Personaje. Ing. Francisco García. Director. Juan Carlos Carrasco. Productor . René Cardona. México.

- 2012 "HERENCIA ENTRE HERMANOS" Personaje. Juan Carlos. Director.  Adolfo Martínez Solares. México.

- 2008 " CUENTAS PENDIENTES" Personaje. Leonel. Director.  José Manuel Serrano. España.

- 2007 "LA MINISTRA INMORAL" Personaje. Rogelio. Director.  Julio Luzardo. Colombia.

- 2006 "GARABATO" Personaje. Candidato Buendía . Director.  Adolfo Martínez Solares. México.

- 2005 " CURSOS PRENUPCIALES" Personaje. Lorenzo . Director.  Sergio Balestra. México.

- 2003 " POR MUJERES COMO TU" Personaje. Luis . Director. Christian González. México.

- 2002 " MUJERES INFIELES " Personaje. Armando . Director. Adolfo Martínez Solares. México.

- 2000 " CICLÓN " Protagonista. Personaje. Sergio García . Director. Andrei Simca. Miami. Puerto Rico. EE UU.

- 1999 " SENDERO DE LUZ "" Personaje. Alejandro . Director. Roberto Martínez . México.

## Televisión
2023 "Amores que engañan" Inalzancable. Personaje: Manuel. Productora Sofía Garrido
2016 "Como dice el dicho" Mas vale un hoy que dos mañanas. Productora Genoveva Martínez
2015 “Hasta el fin del mundo” Personaje: Manolo. Productor: Nicandro Díaz. Televisa. México.
2013 "Como dice el dicho " Cuatro Programas (protagonista). Televisa. México
2012 "LOS BELLINI " Protagonista. Personaje. Paolo Bellini. Cadena Montecarlo. Uruguay.
2011 "Cazadores de hombres " Personaje. Alberto. Antena 3 España. Prod. Ficciontv.
2011 " CUENTA ATRÁS " Personaje. Vicente. Globomedia. tv  Española. España.
2011 " 700 EUROS " Personaje. Gonzalo. Antena 3 España.
2010 "Hospital Central"  Personaje. Jesús. Telecinco. España. 
2010 " SEXO EN CHUECA.COM "  Personaje. Gabriel. Telecinco. España.
2009-10 "Acusados" Personaje. Jorge. Prod. Ida y Vuelta. TVE. España. 
2008 "Herederos" Personaje. Carlos. Cuarzo Producciones. Televisión Española. España. 
2008 "Escenas de matrimonio" Personaje. Miguel. Productor José Luis Moreno. Telecinco. España.
2007-08 "Padres e hijos" Personaje. Emilio. Caracol. Colombia. 
2007 " ASI ES LA VIDA " RCN. Colombia.
2006 "Decisiones" Telemundo. EE UU . México . Colombia.
2006 " LOTERIA " Telemundo. Miami. EE UU .
2005-06 "Corazón partido" Antagónico. Personaje. Nelson. Telemundo. Miami. EE UU .
2004-05 "¡Anita, no te rajes!" Antagónico. Principal y contrafigura. Personaje. Ramiro Albornoz. Telemundo. Miami. EE UU 
2004 "La guerra de los sexos " Venevisión. Venezuela. 
2003 "Clase 406" Personaje. Víctor. Televisa. México.
2003 "Aprieta y gana "RCTV. Venezuela.
2002-03 "Niña amada mía" Personaje. Edgar. Televisa. México.
2002 "Viviana a la medianoche" Venevisión. Venezuela.
2000-01 "Por un beso" Personaje. Fabián. Televisa. México.
2001 "Sábado gigante" Univisión. EE UU.
2000 "Mujer, casos de la vida real" Televisa. México
1998-99 "Camila " Personaje. Lorenzo. Televisa. México.
1998 "La usurpadora " Personaje. Donato D'Angeli. Televisa. México.
1995-96 "Lazos de amor " Personaje. Armando. Televisa. México.

## Series
- Como dice el dicho (2013) ... 4 Episodios Gonzalo / Gerardo / Ing. López / Julián
- Así es la vida (2007) ... Juan Manuel
- Decisiones (2006) ... Varios episodios
- Mujer, casos de la vida real (2002) ... 1 Episodio Capítulo La amante
- Padres e hijos (1995) ... José Ernesto